# 氮化钒
氮化釩，化學式為VN的化合物。
在氮化鋼鐵以增大耐磨性時會形成氮化釩。 另一相中，也被認為是氮化釩的V2N，可以在氮化過程中與VN伴生。 氮化釩為立方晶系，岩鹽結構，低溫下可形成含V4聚集的形式。
氮化釩材料是種強結合的超導體。 納米級氮化釩晶體據稱有潛力製作成雙電層電容器。